# Ismael Mosqueira
Ismael Mosqueira, né en 1911 à Mexico et mort le 30 juillet 1966  à Benito Juárez, est un gymnaste artistique mexicain. Il a participé à deux épreuves aux Jeux olympiques d'été de 1932, terminant 9e en barre fixe et 10e en cheval d'arçons.
Aux Jeux d'Amérique centrale et des Caraïbes de 1946 à Barranquilla, il est médaillé d'or en barre fixe, médaillé d'argent en concours général par équipes et médaillé de bronze au cheval d'arçons.